# Olympische Sommerspiele 1960/Kanu – Einer-Kajak 500 m (Frauen)
Die Wettkämpfe im Einer-Kajak über 500 Meter bei den Olympischen Sommerspielen 1960 wurde vom 26. bis 29. August auf dem Albaner See in der Nähe von Rom ausgetragen.
Aus den zwei Vorläufen und zwei Hoffnungsläufen qualifizierten sich zwölf Teilnehmerinnen für die drei Halbfinalläufe, aus denen jeweils drei Athletinnen das Finale erreichten. Dort siegte die Sowjet-Russin Antonina Seredina vor der für Deutschland startenden ehemaligen Weltmeisterin Therese Zenz.

## Ergebnisse

### Vorläufe

#### Lauf 1
| Rang | Athletin             | Nation         | Zeit        |
| ---- | -------------------- | -------------- | ----------- |
| 1    | Daniela Walkowiak    | Polen          | 2:15,34 min |
| 2    | Alberta Zanardi      | Italien        | 2:17,14 min |
| 3    | Klára Fried-Bánfalvi | Ungarn         | 2:17,39 min |
| 4    | Marianne Tucker      | Großbritannien | 2:21,06 min |
| 5    | Gabrielle Lutz       | Frankreich     | 2:22,05 min |
| 6    | Eila Kyröläinen      | Finnland       | 2:22,33 min |
| —    | Helga Wiedermann     | Österreich     | DNS         |

#### Lauf 2
| Rang | Athletin                | Nation             | Zeit        |
| ---- | ----------------------- | ------------------ | ----------- |
| 1    | Antonina Seredina       | Sowjetunion        | 2:08,82 min |
| 2    | Therese Zenz            | Deutschland        | 2:09,73 min |
| 3    | Else-Marie Ljungdahl    | Schweden           | 2:13,37 min |
| 4    | Annemarie Werner-Hansen | Dänemark           | 2:14,04 min |
| 5    | Eva Kutová              | Tschechoslowakei   | 2:16,35 min |
| 6    | Heidi Sager             | Australien         | 2:19,75 min |
| 7    | Glorianne Perrier       | Vereinigte Staaten | 2:23,00 min |
| —    | Elena Dumitrasku        | Rumänien           | DNS         |

### Hoffnungsläufe

#### Lauf 1
| Rang | Athletin          | Nation             | Zeit        |
| ---- | ----------------- | ------------------ | ----------- |
| 1    | Eva Kutová        | Tschechoslowakei   | 2:17,87 min |
| 2    | Eila Kyröläinen   | Finnland           | 2:18,54 min |
| 3    | Marianne Tucker   | Großbritannien     | 2:21,04 min |
| 4    | Glorianne Perrier | Vereinigte Staaten | 2:21,20 min |

#### Lauf 2
| Rang | Athletin                | Nation     | Zeit        |
| ---- | ----------------------- | ---------- | ----------- |
| 1    | Annemarie Werner-Hansen | Dänemark   | 2:13,76 min |
| 2    | Heidi Sager             | Australien | 2:15,27 min |
| 3    | Gabrielle Lutz          | Frankreich | 2:19,28 min |

### Halbfinals

#### Lauf 1
| Rang | Athletin                | Nation         | Zeit        |
| ---- | ----------------------- | -------------- | ----------- |
| 1    | Daniela Walkowiak       | Polen          | 2:11,07 min |
| 2    | Else-Marie Ljungdahl    | Schweden       | 2:13,19 min |
| 3    | Annemarie Werner-Hansen | Dänemark       | 2:17,87 min |
| 4    | Marianne Tucker         | Großbritannien | 2:18,96 min |

#### Lauf 2
| Rang | Athletin             | Nation      | Zeit        |
| ---- | -------------------- | ----------- | ----------- |
| 1    | Antonina Seredina    | Sowjetunion | 2:07,20 min |
| 2    | Klára Fried-Bánfalvi | Ungarn      | 2:15,51 min |
| 3    | Eila Kyröläinen      | Finnland    | 2:17,28 min |
| 4    | Heidi Sager          | Australien  | 2:18,42 min |

#### Lauf 3
| Rang | Athletin        | Nation           | Zeit        |
| ---- | --------------- | ---------------- | ----------- |
| 1    | Therese Zenz    | Deutschland      | 2:08,51 min |
| 2    | Alberta Zanardi | Italien          | 2:15,58 min |
| 3    | Eva Kutová      | Tschechoslowakei | 2:16,90 min |
| 4    | Gabrielle Lutz  | Frankreich       | 2:22,51 min |

### Finale
| Rang | Athletin                | Nation           | Zeit        |
| ---- | ----------------------- | ---------------- | ----------- |
| 1    | Antonina Seredina       | Sowjetunion      | 2:08,08 min |
| 2    | Therese Zenz            | Deutschland      | 2:08,22 min |
| 3    | Daniela Walkowiak       | Polen            | 2:10,46 min |
| 4    | Annemarie Werner-Hansen | Dänemark         | 2:13,88 min |
| 5    | Klára Fried-Bánfalvi    | Ungarn           | 2:14,02 min |
| 6    | Else-Marie Ljungdahl    | Schweden         | 2:14,17 min |
| 7    | Alberta Zanardi         | Italien          | 2:14,31 min |
| 8    | Eva Kutová              | Tschechoslowakei | 2:15,30 min |
| 9    | Eila Kyröläinen         | Finnland         | 2:17,28 min |

## Weblink
- Ergebnisse